# Ga Hua Lamphong
Ga xe lửa trung tâm Bangkok (tiếng Anh: Hua Lamphong Grand Central Railway Station, tiếng Thái: สถานีกรุงเทพ (หัวลำโพง), RTGS: Sathani Krung Thep (Hua Lamphong)), chính thức được gọi là Grand Central Terminal Bangkok, là ga xe lửa chính ở Bangkok, Thái Lan. Nó nằm ở trung tâm của thành phố trong quận Pathum Wan, và được điều hành bởi các tuyến đường sắt nhà nước của Thái Lan.
Nhà ga được mở cửa ngày 25 Tháng Sáu 1916, sau khi xây dựng sáu năm. Tại vị trí của các ga đường sắt gần đó trước đây, trụ cột một kỷ niệm lễ khánh thành đường sắt năm 1897.
Trong Thế chiến II quân Đồng Minh đã cố gắng để đánh bom nhà ga nhưng không thành.
Nhà ga được xây dựng trong một phong cách phục hưng Ý, với trang trí mái nhà bằng gỗ và cửa sổ kính màu. Kiến trúc này là do Annibale Rigotti (1870-1968), người đã thực hiện trên 20 công trình xây dựng ở Bangkok. Các kiểu thiết kế khác tương tự như Bang Khun Prom Palace (1906), Ananda Samakhom Throne Hall trong The Royal Plaza (1907 - 1915) và Suan Kularb Hall và Throne Hall tại quận Dusit, và một số các tòa nhà khác.
Có 14 khu vực chính và 26 cửa vé. Hua Lamphong phục vụ hơn 130 tàu và khoảng 60.000 hành khách mỗi ngày. Từ năm 2004 trạm đã được kết nối bởi đoạn ngầm với hệ thống tàu điện ngầm MRT cùng tên.

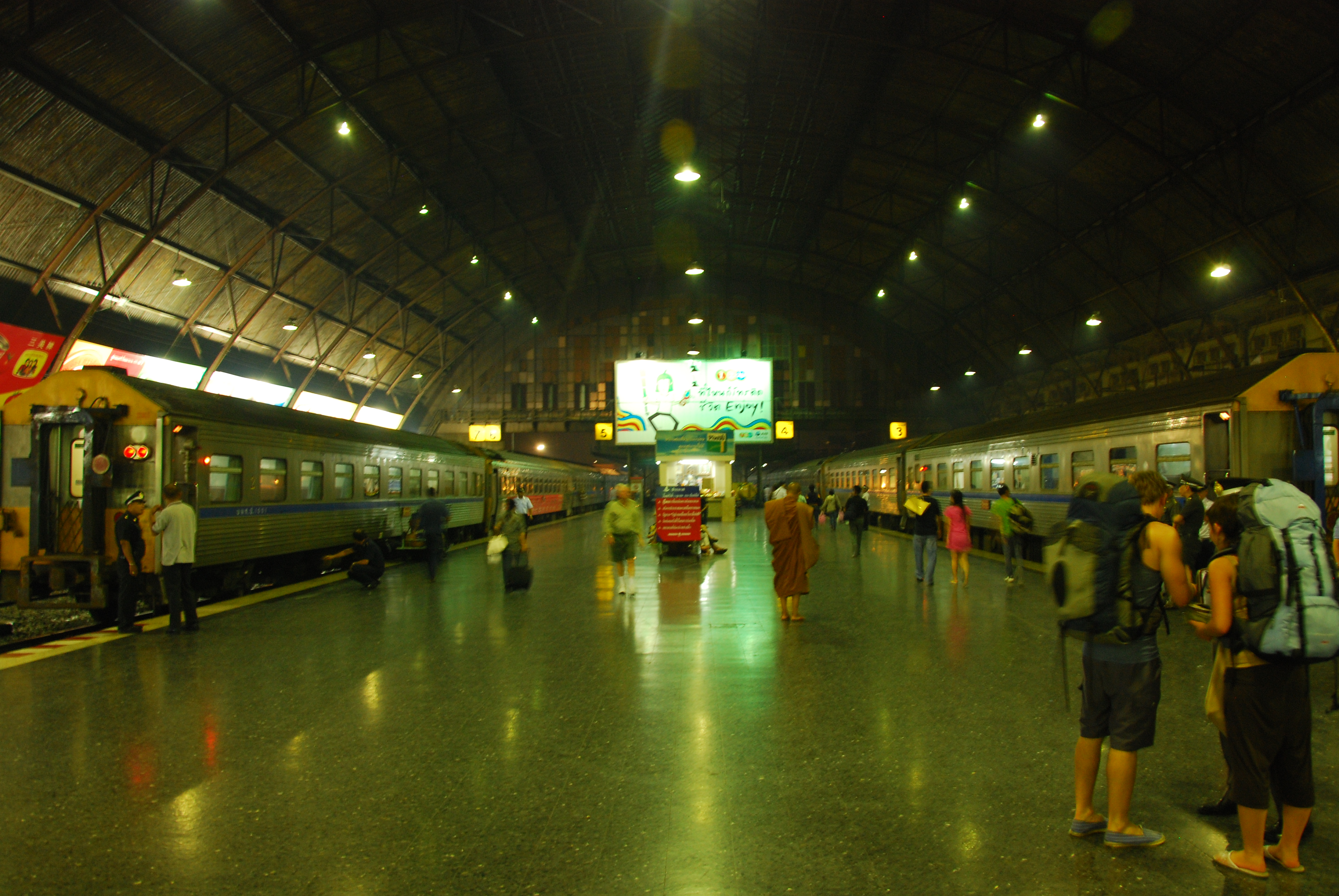
Hua Lamphong vào buổi tối.